# XviD4PSP
XviD4PSP — программа-конвертер медиафайлов для ОС Windows, Mac OS и Linux. Позволяет конвертировать в большинство популярных видео и аудио форматов. Вопреки названию, способна кодировать самыми разными кодеками, а не только XviD, и создавать файлы под самые разные устройства, а не только для карманной консоли PSP. Работает в общей сложности с более чем 40 форматами. Имеет готовые шаблоны конвертирования для различных устройств - iPhone, iPad, Sony PSP, XBOX 360 и т. д. Может работать как с одиночными файлами, так и в пакетном режиме. Автором программы, предположительно, является россиянин Андрей Серов. Исходный код для скачивания недоступен.

## Возможности
- Возможность настроить параметры кодеков.
- Автоматическая обрезка черных полос.
- Поддержка популярных форматов.
- Поддержка Drag-and-drop.
- Поддержка ресемплинга и раскладки каналов.
- Имеет готовые предустановки.
- Создание логов.
- Отображает состояние загруженности процессора и ОЗУ в реальном времени.
- Встроенный поиск медиафайлов.